# 从厄运到厄运
从厄运到厄运，音譯為克亚马特特克克亚马特，是孟加拉国的一部故事片，於1993年3月20日上映，由索哈努尔·拉赫曼·索汗（Sohanur Rahman Sohan）執導，也是後來成為孟加拉知名演員的薩爾曼·沙阿與穆苏米首度出演的電影。這部電影是1988年寶萊塢電影冷暖人間的重製版。